# Marta Menegatti
Marta Menegatti (Rovigo, 16 agosto 1990) è una giocatrice di beach volley italiana.

## Biografia
Nasce a Rovigo ma cresce con i genitori ad Ariano nel Polesine.
Ha debuttato nel circuito professionistico internazionale l'8 settembre 2009 a Barcellona, in Spagna, in coppia con Greta Cicolari piazzandosi in 13ª posizione. Il 7 novembre 2010 ha ottenuto il suo primo podio in una tappa del World tour a Phuket, in Thailandia, arrivando seconda insieme a Valeria Rosso.
I migliori risultati della sua carriera arrivano nel ciclo olimpico londinese 2009-2012 in coppia con Greta Cicolari collezionando la bellezza di 7 medaglie ai vari Gran Slam stagionali. Ha poi preso parte all'edizione dei Giochi olimpici di Londra 2012 dove si è classificata in quinta posizione.
Ha preso parte altresì a due edizioni dei campionati mondiali ottenendo come miglior risultato il quinto posto a Stare Jabłonki 2013 sempre con Greta Cicolari. Un quinto posto che rimane il miglior risultato di sempre per una coppia italiana.
Ha vinto inoltre la medaglia d'oro ai campionati europei a Kristiansand 2011, sempre insieme a Greta Cicolari.
Nei campionati iridati giovanili ha conquistato una medaglia d'argento ai mondiali giovani a Mysłowice 2007 con Gilda Lombardo, nonché un'altra d'argento ai mondiali juniores a Alanya 2010 insieme a Victoria Orsi Toth.
A livello europeo, sempre nelle categorie giovanili, può vantare una medaglia d'oro nella categoria juniores a Kos 2009 con Debora Allegretti e una d'argento in quella Under-23 a Kos 2010 in coppia con Laura Giombini.
Dal luglio 2013 viene accoppiata a Victoria Orsi Toth e le due sportive centrano due semifinali nei Grand Slam di San Paolo e Mosca, come miglior risultato.
Nel 2014 vince la medaglia d’argento al Grand Slam di Sao Paolo. 
A settembre 2015 vince insieme a Viktoria Orsi Toth la prima medaglia d'oro per l'Italia in una tappa del World Tour a Sochi (Russia) seppur in un torneo di seconda fascia e nell'ottobre 2015 conquistano la terza medaglia stagionale, un bronzo al torneo di Puerto Vallarta (sempre un Open) seguita dalla quarta medaglia stagionale, un argento sempre ad un torneo "Open" (Antalya, in Turchia).
Nel 2016 rappresentava l'unica coppia italiana per le Olimpiadi di Rio. Menegatti partecipa però ai Giochi Olimpici di Rio de Janeiro in coppia con Laura Giombini, a causa della squalifica per 4 anni di Viktoria Orsi Toth per positività ad un controllo antidoping (la sostanza incriminata fu il Clostebol).
A maggio 2017 è la giocatrice numero 44 al mondo  e gioca in coppia con l'americana naturalizzata Rebecca Perry, numero 120 al mondo: in coppia sono le numero 65 al mondo. 
Nel 2018, a gennaio, torna a gareggiare con Laura Giombini, fino a luglio 2018, quando torna in coppia con Viktoria Orsi Toth. Insieme vincono la tappa del World Tour di Agadir, si classificano al 5º posto nella tappa 4 stars di Mosca, al 9º posto nella tappa 5 stars di Vienna. A Catania il 2 settembre 2018 si laureano campionesse italiane vincendo lo scudetto.

## Palmarès
Campionati europei
- 1 oro: a Kristiansand 2011
- 1 argento: a L'Aia 2024

Giochi del Mediterraneo
- 1 oro: a Mersin 2013

Campionati mondiali juniores
- 1 argento: a Alanya 2010

Campionati mondiali giovani
- 1 argento: a Mysłowice 2007

Campionati europei under-23
- 1 argento: a Kos 2010

Campionati europei juniores
- 1 oro: a Kos 2009

World tour

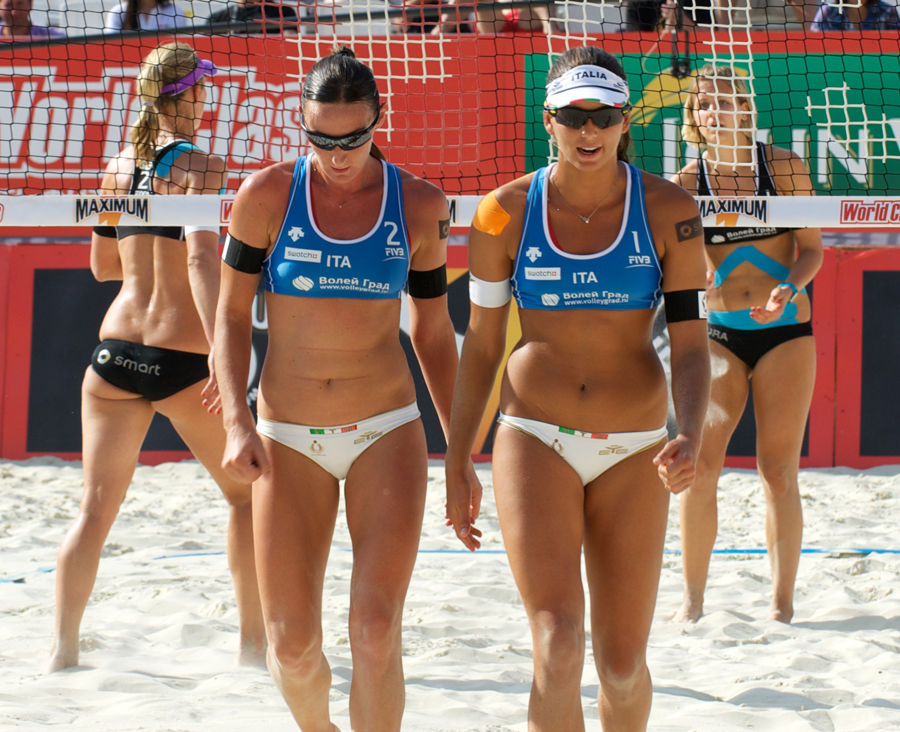
Marta Menegatti (d) e Greta Cicolari, 2011

- 11 podi: 2 primo posto 5 secondi posti e 5 terzi posti

World tour - trofei individuali
- 1 volta miglior giocatrice: nel 2011